# Поляков, Иван Иванович
Иван Иванович Поляков (1922, Столбово — 1995, Дятьково) — командир отделения 84-й отдельной разведывательной роты (вначале 42-й стрелковой дивизии, затем 18-й гвардейский стрелковый полк 9-й гвардейской стрелковой дивизии, 6-я гвардейская армия, 1-й Прибалтийский фронт), гвардии старший сержант. Полный кавалер ордена Славы.

## Биография
Родился в крестьянской семье в селе Столбово Дмитровского уезда Орловской губернии (в настоящее время Брасовский район Брянской области). В 1935 году окончил 6 классов школы, работал в колхозе, затем рабочим на торфопредприятии.
В мае 1941 года Брасовским райвоенкоматом был призван в ряды Красной армии. На фронтах Великой Отечественной войны с июня 1941 года.
18 октября 1943 года Поляков вплавь переправился через реку Сож в районе деревни Ивановское и в бою уничтожил расчёт пулемёта и захватил пулемёт и документы уничтоженных солдат. Приказом по 42-й стрелковой дивизии от 28 октября 1943 года за мужество и героизм в боях с немецко-фашистскими захватчиками красноармеец Поляков был награждён медалью «За отвагу».
В период 16—18 ноября 1943 года младший сержант Поляков с группой из 5 разведчиков углубился в тыл противника на 12 км возле посёлка Тилевичи Дубровенского района Витебской области. Обнаружив огневые позиции артиллерии противника, подсчитал количество и калибры находившихся на ней орудий. Обнаружив медицинский пункт противника, первым забросал его гранатами и ворвался в него, захватив 2-х солдат в плен и уничтожив 6-х. Приказом по 42-й стрелковой дивизии от 25 ноября 1943 года он был награждён орденом Славы 3-й степени.
8 января 1944 года в бою по овладению укреплённым рубежом на высоте около рощи «Круглая» младший сержант Поляков с группой разведчиков, получив боевое задание командира роты, зашёл с фланга к хорошо укреплённой огневой точке противника и парализовал её действия, обеспечив удар основной группы, возглавляемой командиром роты. Приказом по 42-й стрелковой дивизии от 28 января 1944 года он был награждён орденом Красной Звезды.
1 мая 1944 года возле высоты 160,0 в Пустошкинском районе Калининской области гвардии младший сержант Поляков, находясь в составе группы по захвату контрольного пленного, скрытно подполз к блиндажу противника и набросился на вышедшего из него солдата. Задание было выполнено. Приказом по 9-й гвардейской стрелковой дивизии от 3 мая 1944 года он был награждён вторым орденом Красной Звезды.
18 мая 1944 года гвардии сержант Поляков в районе деревни Сысоево Идрицкого района Калининской области в операции по захвату контрольного пленного первым достиг траншеи противника и захватил «языка». Передав его подоспевшим разведчикам он продолжал вести гранатный бой в траншее, уничтожив 8 солдат противника. Когда противник перешёл в контратаку, Поляков удерживал занятый рубеж, подпуская противника на близкое расстояние и расстреливая его из личного оружия. Приказом по 6-й гвардейской армии от 22 мая 1944 года он был награждён орденом Славы 2-й степени.
В ночь на 19 октября 1944 года гвардии сержант Поляков с группой разведчиков проник в тыл противника в районе деревни Кразишти в Латвии, организовал засаду и бесшумно уничтожил 4 солдат противника и захватил в плен офицера, который, будучи доставлен командованию, сообщил ценные сведения. Указом Президиума Верховного Совета СССР от 24 марта 1945 года он был награждён орденом Славы 1-й степени.
В бою 25 января 1945 года гвардии старший сержант Поляков получив боевую задачу, блокировать дзот возле безымянной высоты в 400 метрах южнее деревни Отерени в Латвии. Он с группой разведчиков подполз к дзоту и забросал его гранатами, уничтожив находившихся в нём 9 солдат противника, и одного захватил в плен, при этом был тяжело ранен. Приказом по 2-му гвардейскому стрелковому корпусу от 14 февраля 1945 года он был награждён орденом Отечественной войны 1-й степени.
Гвардии старший сержант Поляков был демобилизован в октябре 1945 года. Вернулся на родину. Жил в посёлке Кокоревка Суземского района. Работал на мебельной фабрике. Затем переехал в город Дятьково. Участник Парада на Красной площади в Москве 9 мая 1985 года в ознаменование 40-летия Победы в Великой Отечественной войне. Тогда же был награждён вторым орденом Отечественной войны 1-й степени.
Скончался 17 марта 1995 года. Похоронен в городе Дятьково.